# 卡拉春农村居民点
卡拉春农村居民点（俄语：Карачунское сельское поселение）是俄罗斯联邦沃罗涅日州拉蒙区所属的一个农村居民点。其下辖有6个居民点，行政中心为卡拉春。据2016年统计，该农村居民点的人口为606人。